# EPITECH
Fundada en 1999, l'EPITECH, també anomenada European Institute of Technology, és una Grande école d'informàtica de França. Està situada a 12 ciutats de França i a Catalunya (Barcelona).
L’EPITECH és un establiment d'ensenyament superior i recerca tècnica.
L'Escola lliura 
- el diploma de EPITECH (Màster)
- el Executive Màster en administració d'empreses[2]
- MOOC.